# وورونا (خوپیور)
وورونا (انگلیسی: Vorona) یک رودخانه در استان پنزای کشور روسیه است.